# Dikartorp, Järfälla kommun

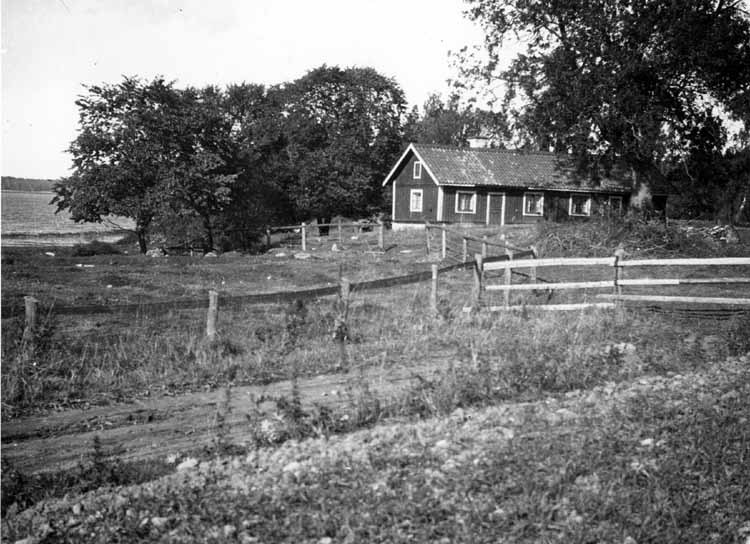
Dikartorp gård på 1920-talet, torpet var bebott till 1929, en kort tid därefter brändes byggnaden ned. Av den gamla bebyggelsen vid Dikartorp finns nu inget bevarat.

Dikartorp var ett torp under Görvälns slott i Järfälla kommun i Stockholms län, som låg omkring 800 meter norr om byggnaderna vid Görvälns slott. Dikartorp ligger söder om Slammertorp. Det är av medeltida ursprung och hörde till Görväln under 1500-talet. Vid Dikartorpsån en bit från Kallhäll-Görvälnsvägen kan man se rester av fördämningsvallar efter vattenkvarn och såg. På 1750-talet fanns två kvarnar vid ån.
Dikartorp, som upptas i jordeboken 1534, var bebott till 1929, senast av gårdssmeden på Görväln, Jan Åman. Därpå var torpet obebott en kortare tid och därefter brändes byggnaden ned. Det finns nu inget bevarat av den gamla bebyggelsen vid Dikartorp.
Fram till 1818 brukades gården självständigt, därefter lades jordbruket under Görväln och tjänstefolk flyttade in på Dikartorp. Den siste som bodde där var en gårdssmed. Därefter brändes gården ned 1929. Senare uppfördes en sommarvilla och en trädgårdsmästarbostad. 1922 såldes nordligaste delen av Dikartorps ägor till Bolinders. 1966 köpte sedan Järfälla kommun viss del av den återstående marken. Dikartorpets lundar och ängar är av botaniskt intresse. Den sällsynta skogslöken växer till exempel vid i ängskanten och den fridlysta kungsliljan växer vid sjön. Man kan höra näktergalen sjunga under försommarkvällar.
På platsen där Dikartorp tidigare låg finns nu ny bebyggelse. Överste Curt Kempff (1891–1970) med fru Margit Kempff (1895–1987) har låtit uppföra en sommarvilla där samt trädgårdsmästarbostad. Curt Kempff gifte sig 1935 med Margit Salin, hon var dotter till professor Mauritz Salin och Bertha Kempe. Dessa hus ligger något hundratal meter nordost om den gamla gårdsplatsen. Sommarvillan ligger i Görvälns naturreservat i södra Kallhäll i Järfälla kommun, men själva den nya bebyggelsen i Dikartorp ingår dock inte i reservatet, men det gör det omgivande området. Inte långt ifrån de byggnaderna går även Upplandsleden förbi. 

## Historik

### Tidig historia
Redan vid mitten av 1530-talet låg de underlydande gårdarna Dikartorp, Brännbol, Henrikstorp, Lädersättra, Slammertorp och Ulvsättra under Görväln. Gårdarna upptas i 1534 års jordebok som biskopshemman, fastän de redan tidigare tycks ha överförts till förvaltningen av Sankt Eriks landbor, Erik den helige. Förvaltningen avsåg de gårdar som ligger under Sankt Eriks altare i Uppsala domkyrka. Från 1539 registrerades gårdarna även i jordeböckerna som att de låg därunder och hörde till rättardömet Görvälns. Genom reformationen på 1520-talet hade dessa gårdar i realiteten redan gått över i Kronans ägo, eftersom de i jordeböckerna registrerades enligt sin gamla jordenatur. Gårdarna var 3 7/8 mantal, taxerade till 192.000 kronor, samt såg och kvarn taxerade till 2.000 kronor.

### 1500-talet

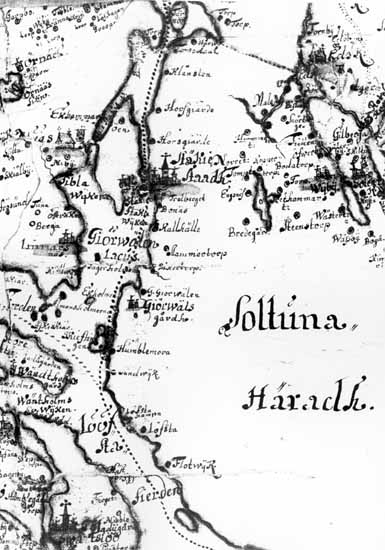
Del av karta - Geografisk avritning över största delen av Svenska skären, Mälaren och Uppland. Sammanfogat, transporterat och avritad 1671.

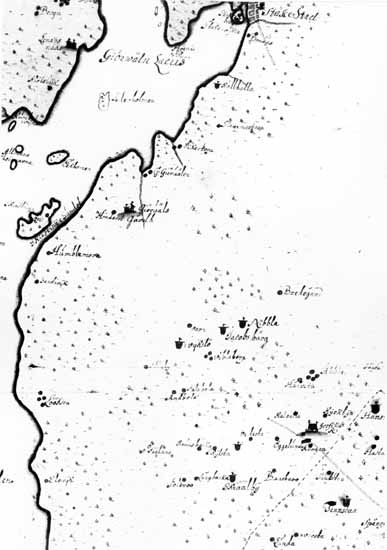
Del av karta över Mälaren mellan Stockholm och Stäket, 1675, av lantmätare Johan Persson Gedda, bror till lantmätare Jonas Persson Gedda. Stäksundet förenar fjärdarna Görväln och Skarven i Mälaren mellan Järfälla kommun och Upplands-Bro kommun.

I jordeboken över kyrkohemmanen i Uppland 1534 upptas Dikartorps förste kände brukare, han heter Lucas. Han betalar 1 mark i avradspenningar och 2 öre i dagsverkspenningar, enligt 1539 års jordebok. Dessutom mottar han till utfodring två biskopshästar, en kungshäst, en hushäst och två fogdehästar. Ena året sår han 12 spann och andra året 11 spann samt skördar 8–10 lass hö per år. Lucas skrivs på gården ännu i 1551 års tiondelängd. Detta år tycks han emellertid ha avlidit eller något av de följande åren, ty i jordeboken 1553 står Enkian i Dicaretorp upptagen, så även 1554–1556.
Som brukare på Dikartorp anges under 1500-talets sista tre årtionden och några år in på 1600-talet en bonde vid namn Lasse. För spridda år, såsom för åren 1572, 1573, 1578, 1589 och 1594, har längder för gårdens sädestionde bevarats, där det framgår hur mycket råg och korn som odlats. Lasse betalade 20 ½ öre vid 1599 års förmögenhetsbeskattning och han hade då 3 kor, 1 häst, 1 sto, 7 får och 3 svin.

### 1600-talet
Under 1610-talet tycks gården inte vara brukad, men bebodd, mest av inhyses folk och hantverkare. Men från 1619 tycks gården emellertid åter vara brukad och Dikartorp upptas i de flesta av 1620- och 1630-talens boskaps- och utsädeslängder. I boskapslängden för 1627 upptas ett boskapsbestånd på 1 häst, 1 sto, 4 kor, 1 kviga, 4 får och 1 svin. Detta år är det årliga utsädet 3 tunnor. I 1628 års utsädeslängd upptas utom brukaren även Drottningstärnor på Dikartorp. Dessa är dock inte skrivna där, utan de har bara boskap på gården. Med Drottningstärnor avses tvillingsystrarna Christina Sigrid Bielke (1603–1645) och Anna Margareta Bielke (1603–1643). Detta bekräftas av 1629 års avkortningslängd. Tvillingsystrarna tjänstgjorde på Stockholms slott, Christina Sigrid som drottning Maria Eleonoras kammarjungfru 1623–1628, som 1626 blev mor till drottning Kristina. Maria Eleonora hade 1620 gift sig med Gustav II Adolf. Tvillingarna var döttrar till riksrådet och rikskanslern Svante Bielke och Elisabet Stensdotter (Lewenhaupt). Tvillingarna var systrar till sedermera riksrådet friherre Sten Svantesson Bielke (1598–1638), som vid denna tid ägde Görväln.
I samband med ägomätning av Kallhäll kartlades Dikartorp 1660. Till gården hör enligt beskrivningen åker till 4 6/8 tunnors utsäde och en kärräng, som årligen bär 30 lass hö. Till nödtorft har gården skog, mulbete och fiske. Boskapsdjuren föddes upp på bete. På 1600- och 1700-talens kartor används ofta termen mulbete om sådan mark, där man hägnade in åker och äng för att hindra boskapen från att gå in där. Boskapsdjuren fick i stället beta på utmarken under överinseende av en herde som höll rovdjuren borta. Detta var regel i Skandinavien fram till sena 1800-talet. Numera stänger man tvärt om in boskapen i ladugård eller hage och fraktar dit foder med traktor i det moderna jordbruket. Enligt en ganska summarisk beskrivning är de områden som läggs till gården avsevärt större än de som på senare kartor tillkommer den. Detta beror främst på att den stora kärrängen nordost om gården, åt Slammertorpshållet, räknas in i ägorna.
År 1687, 27 år senare, kartläggs Dikartorp igen. Nu uppskattas åkern till 8 tunnland, men enligt beskrivningen kan det årliga utsädet inte beräknas till mer än 3 tunnor på grund av den karga jordmånen. Dock kan man bärga 4½ vinterlass hö. Ekar och en del annan lövskog finns, men däremot inget fiske, för det har Sigtuna-fiskarna som årligen fiskar på vattnet utanför och därför ger sin tribut till herrgården, det vill säga till Görväln.

### 1700-talet
En tredje kartläggning av Dikartorp skedde år 1701. Nu anges Dikartorp ha 10 tunnland 17½ kappland åker med ett årligt utsäde av 5 tunnor 8 ¾ kappar. Dessutom skördas 9 lass hö årligen, varav 5 lass på hårdvall och 4 lass på starr- och mossbotten. Den del av skogsängarna väster om gården som består av starr- (halvgräs) och mossängarna anges i beskrivningen som överväxt med ekskog, "som tillfogar ängen stor skada förmedelst löfwen affallande som seder mehra bortröter ängsbodten".

### 1800-talet
Fram till 1818 brukas Dikartorp självständigt. Då läggs jordbruket direkt under Görväln. Emellertid förblev gården bebodd av tjänstefolk under Görväln. Vid Dikartorp fanns under åren 1833–1846 den lilla Dikartorpsån en vattenkvarn och en såg, vilka båda emellertid bara användes för herrgårdens (Görvälns) eget bruk. Dikartorp består enligt 1864 års ägomätning över Görväln av 20 tunnland 2,5 kappland åker, 5 tunnland 9,4 kappland äng samt 20 tunnland 12,4 kappland övrig mark, såsom skog och impedimenter, det vill säga mark som är olämplig för skogsbruk eller jordbruk (t.ex. berghällar eller myrar och fjäll). Jämfört med 1701 har åkerarealen nära nog fördubblats.

### 1900-talet
Dikartorp 1:1 utskiftas vid laga skiftet på Görväln 1922–1924. Utskiftet sker med ett område på 89,0490 ha och ägdes av professor Mauritz Salin och hans barn Karl Salin och fröken Margit Salin. Med Dikartorp 1:1 skedde nu en del förändringar i äganderätten och i omfattningen.
1922 såldes den nordligaste delen till direktör Erik August Bolinder, som omedelbart transporterade köpet på J. & C.G. Bolinders Mekaniska Verkstads AB. Vid ägostyckningen 1926–1927 fick denna del av Dikartorp beteckningen 1:2 om 30,3460 ha. Dikartorp övergick 1933 på Bolinders Fabriks AB, som företaget heter efter ombildningen. En avstyckning från 1:2 gjordes 1936 kallad Dikartorp 1:4 på 24,0490 ha som 1937 övergick i civilingenjör Stellan Mörners ägo. 1944 köpte han även den kvarstående delen av Dikartorp 1:2 om 6,2970 ha, den då avstående delen av Dikartorp.
Den kvarvarande delen av Dikartorp om 58,7030 ha efter försäljningen 1922 och avstyckningen 1926–1927 kallas Dikartorp 1:3. Dikartorp 1:3 ägs efter professor Mauritz Salins död 1927 av barnen Karl Salin till 2/3 och Margit Salin till 1/3. Fru Margit Kempff, född Salin, köpte emellertid 1941 Karl Salins 2/3, samtidigt som hon också köpte hans 2/3 av den del av Görväln 1:6 om 72,9970 ha som nu lades samman med Dikartorp 1:3. Den sålunda sammanlagda fastigheten kallas Dikartorp 2:1 om 31,7000 ha.